# Arthur Dillon
Arthur Dillon (3. září 1750, Bray Wick – 13. dubna 1794, Paříž) byl francouzský divizní generál irského původu.

## Životopis
Dillon byl druhorozený syn irského šlechtice Henryho Dillona, 11. vikomta Dillon, jehož otec také získal v roce 1711 francouzský titul Comte Dillon. Vstoupil do armády krále Ludvíka XVI. Během americké války za nezávislost se v roce 1778 plavil se svým plukem do Karibiku a v roce 1779 bojoval s Brity u Grenady a Savannah. V letech 1786-1789 byl francouzským guvernérem ostrova Tobago, který byl dobyt v roce 1781. V roce 1789 se vrátil do Paříže na shromáždění generálních stavů, kde jako představitel šlechty vedl kampaň zejména za zájmy kolonií.
V lednu 1792 byl povýšen na generálporučíka. Přestože jeho bratra Theobalda Dillona, velitele posádky v Lille, 29. dubna 1792 popravili republikánské jednotky, stal se přívržencem revoluce. V srpnu 1792 se stal velitelem předvoje centrální armády pod nejvyšším velením generála Charlese-Françoise Dumourieze a se svou jednotkou odrazil pruské jednotky severozápadně od Verdunu za Mázu. Poté jeho vojáci obsadili Argonne a on vypracoval plány pro bitvu u Valmy 20. září 1792, která znamenala zlom v první koaliční válce. Poté se mu podařilo dobýt zpět Longwy.
Přestože byl Dillon oddaným zastáncem revoluce, nikdy nezískal podporu extrémních příznivců Hory, tj. zběsilých a hébertistů. To nakonec vedlo k jeho zatčení v roce 1793 - poté, co byl bez důkazů obviněn ze spojenectví s roajalisty. O několik měsíců později byl gilotinován spolu s Lucile Desmoulins, manželkou dříve popraveného Camille Desmoulinse.
Jeho jméno je uvedeno na severním pilíři ve čtvrtém sloupci na Vítězném oblouku v Paříži.

## Rodina
Dillon byl dvakrát ženatý. V roce 1769 se oženil se svou sestřenicí Lucií de Rothe († 1782), dcerou Edouarda, hraběte de Rothe. S ní měl dvě děti:
- George Dillon († mladý)
- Henrietta-Lucy Dillon (1770-1853), ⚭ Frédéric Séraphin de la Tour du Pin, hrabě de Gouvernet (1759-1837)

V roce 1784 se podruhé oženil s Mary Françoise Laure de Girardin de Montgérald, bohatou kreolskou vdovou po hraběti de la Touche z Martiniku, se kterou měl dvě dcery:
- Fanny Dillon († 1836), ⚭ Henri-Gatien, hrabě Bertrand (1773–1844)
- Louise Dillon (asi 1785–1822), ⚭ Admirál Sir Richard Strachan, 6. baronet (1760-1828)